# Hasan II.
Hassan II, (Rabat, 9. srpnja 1929. – Rabat, 23. srpnja 1999.) bio je marokanski kralj od 1961. do svoje smrti. Bio je sin marokanskog kralja Muhameda V. i Lalle Aable (zvane kraljevskim imenom "Oum Sidi"). 
Hassan II.  bio je sedamnaesti kralj iz dinastije Alāwī (Aluitske dinastije), koja vlada Marokom od 1664. godine, u periodu 1912. – 1956. međutim pod francuskim protektoratom.
Dobio je moderno obrazovanje, između ostalog u Rabatu i na sveučilištu u Bordeauxu, gdje je studirao pravo. 
Zajedno s drugim članovima marokanske kraljevske obitelji živio je u egzilu na Madagaskaru 1953. – 1955. 
Na tron dolazi 26. veljače 1961. nakon smrti svoga oca. Upravljao je diktatorski Marokom 38 godina, a u trenutku smrti bio je državnik s najdužim stažom u Africi.
Naslijedio ga je njegov sin, Muhamed VI.
Hassan II. bio je oženjen s Lallom Latéfom.
Djeca:
1. Princeza Lalla Myriam, r. 21. kolovoza 1962.
2. Muhamed VI., r. 21 kolovoza 1963.
3. Princeza Lalla Asma, r. 30. rujna 1965.
4. Princeza Lalla Hasana, r. 21. studenog 1967.
5. Princ Moulay Rachid, r. 20 lipnja 1970.

## Vanjske poveznice
- Povijest Maroka